# Friedrich Wöhler
Friedrich Wöhler (Eschersheim/Frankfurt am Main, 31 de julho de 1800 — Göttingen, 23 de setembro de 1882) foi um pedagogo e químico alemão.

## Carreira
Apesar de ter estudado obstetrícia em Heidelberg, interessou-se pela química mudando-se para Estocolmo para estudar com o químico sueco Jöns Jacob Berzelius. Em 1836 foi professor de química da Universidade de Göttingen.
Precursor no campo da química orgânica, Wöhler é famoso por sua síntese do composto orgânico ureia, conhecida como síntese de Wöhler. Mediante sua contribuição se demonstrou, ao contrário do pensamento científico da época, que um produto dos processos vitais (orgânico) pode ser obtido em laboratório a partir de matéria inorgânica. Também realizou investigações fundamentais sobre o ácido úrico e o azeite de amêndoas amargas, em colaboração com o químico alemão Justus von Liebig. Descobriu juntamente com Justus von Liebig substância como: o ítrio, o berílio, o alumínio, o titânio e o silício. Mais do que isso ele teve suas contribuições para a ascensão do conceito de "radicais", isso significa, moléculas primordiais que a partir delas outras substâncias são constituídas. Futuramente essa teoria seria alterada, entretanto tal compreensão daria origem a um melhor entendimento com relação a disposição e organização molecular.
Descobriu o carbeto de cálcio e a partir deste obteve o acetileno. Também desenvolveu o método para preparar o fósforo, que se utiliza até hoje.
Durante sua vida além de deter de vastos conhecimentos de química orgânica (precipuamente) e inorgânica, esse se tornou um especialista na química de meteoritos alguns anos depois de fazer tais descobertas no campo da química orgânica e inorgânica. Nesse período de sua vida, ele pôde montar uma fábrica que fomentava a purificação do níquel.
Escreveu vários livros de química orgânica e inorgânica. Wöhler faleceu em Göttingen, em 23 de setembro de 1882. Está sepultado no Stadtfriedhof de Göttingen.
Os seus orientadores foram Leopold Gmelin e Jöns Jacob Berzelius, e entre os seus orientados constam Heinrich Limpricht, Wilhelm Rudolph Fittig, Adolph Wilhelm Hermann Kolbe, Georg Ludwig Carius, Albert Niemann, Vojtěch Šafařík, Carl Schmidt e Theodor Zincke.

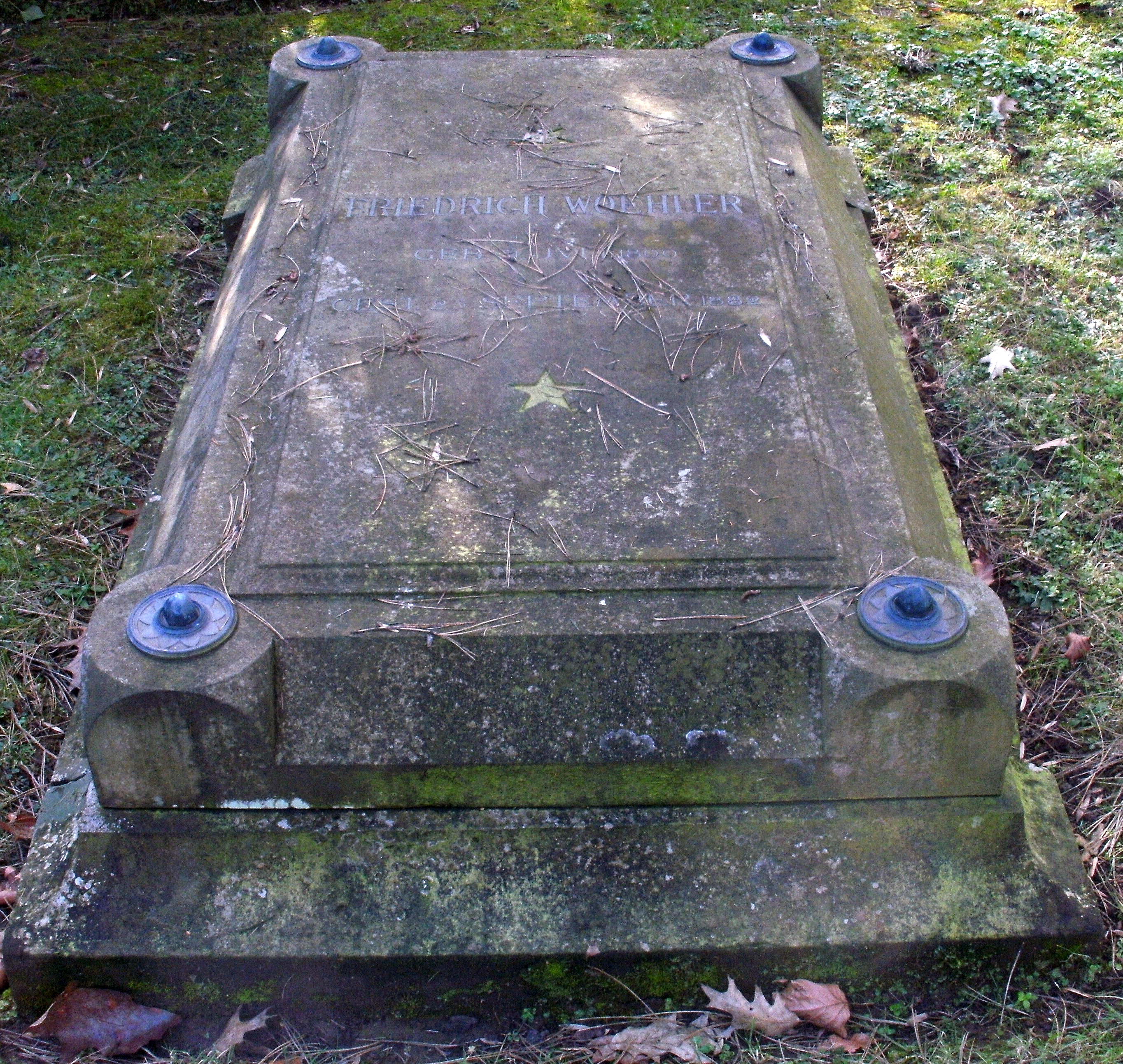
Sepultura de Friedrich Wöhler no Cemitério municipal de Göttingen

## Obras
- Lehrbuch der Chemie, Dresden, 1825, 4 vols, OCLC 5150170
- Grundriss der Anorganischen Chemie, Berlim, 1830, OCLC 970005145
- Grundriss der Chemie, Berlim, 1837–1858 Vol.1&2 edição digital - University and State Library Düsseldorf
- Grundriss der Organischen Chemie, Berlim, 1840
- Praktische Übungen in der Chemischen Analyse, Berlim, 1854, OCLC 254555919
- Early Recollections of a Chemist, 1875
- Nuovo Cimento, 1855-1868 Vol. 1-28